# アンドレアス・スボリッチ

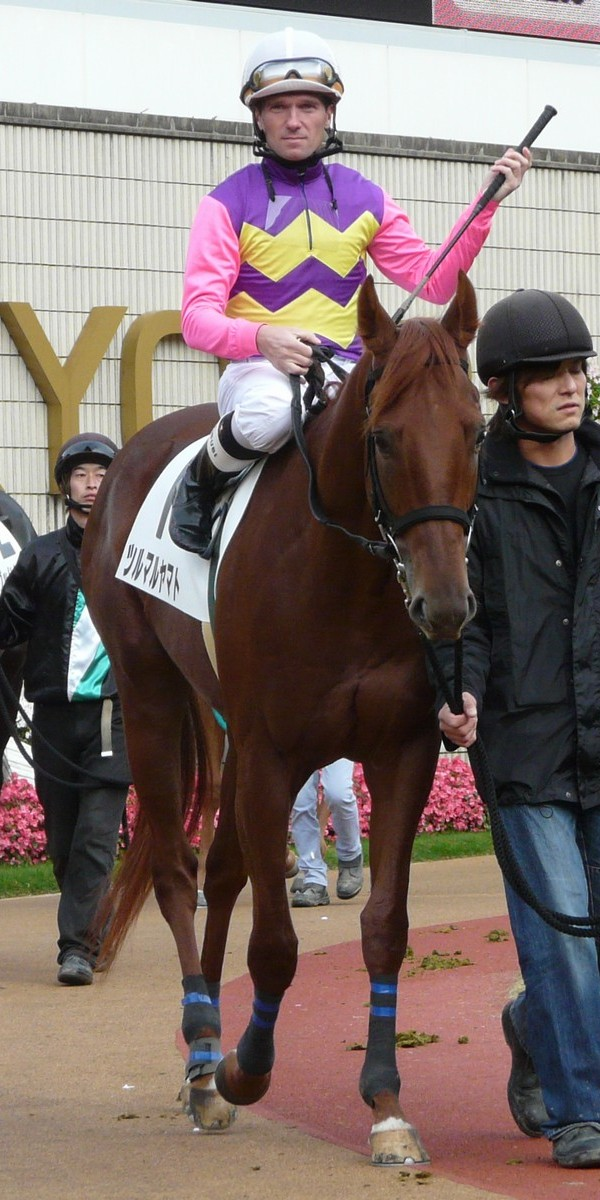

アンドレアス・スボリッチ（Andreas Suborics、1971年8月11日 - ）はドイツの騎手。オーストリアのウィーン出身で国籍はオーストリア。身長164cm、体重54kg。香港における名前の中文表記は「薛寶力」。日本ではかつて「スボリクス」と表記されていた時期がある。

## 来歴
1987年騎手デビュー。1990年にドイツに渡る。1993年ドイツの騎手免許取得。1998年バーデン大賞、2001年シンガポールカップ、香港クイーンエリザベス2世カップ、アーリントンミリオンなどの大レースを制す。2002年、109勝でドイツのリーディングジョッキーに輝いた。2004年はドイチェスダービーとディアナ賞、イタリアのジョッキークラブ大賞を制覇するなど104勝を挙げる活躍で、ドイツのリーディングジョッキーとなった。2005年は181戦38勝でドイツのリーディングは17位だった。2006年は444戦107勝でドイツのリーディングジョッキーに返り咲いた。
2010年3月、香港・シャティン競馬場で調教中に頭部を負傷。この影響により8月に現役引退を表明したが、12月には医師の許可が下りたとして現役復帰を表明した。
2013年現在、香港で騎乗している。

### 来日歴
2001年第21回ジャパンカップにおいてパオリニに騎乗し中央競馬（JRA）初騎乗を果たす（13着）。 2004年1月17日から2月16日、2月21日から3月20日には初めてJRAの短期免許を取得した（身元引受は森秀行調教師と吉田照哉）。1月18日の京都競馬場での第1競走に騎乗したホットテーブルで勝利しJRA初勝利をあげ、第9回シルクロードステークスでは単勝1番人気のキーンランドスワンでJRA重賞初勝利を挙げている。
以降、2005年1月22日から2月21日まで（身元引受は森秀行調教師と（株）アカデミー、ただし1月29日の京都競馬第8競走で落馬負傷（第7胸椎破裂骨折など）のため途中帰国）、2006年10月21日から11月19日まで（身元引受は前回と同じ）、2007年2月24日から3月23日まで（身元引受は前回と同じ）、同年10月27日から11月26日まで、（身元引受は角居勝彦調教師と（株）アカデミー）、2009年11月7日から12月6日まで（身元引受は村山明調教師とダノックス）それぞれ短期免許を取得して来日した。中央競馬での通算成績は397戦26勝（重賞1勝）。来日時は裏開催（第3場開催）で騎乗することが多く、勝鞍は半分以上の16勝、うち福島競馬場で7勝を挙げた（余談だが、福島競馬場はドイツのバーデンバーデン競馬場と提携を結んでいる）。
ワールドスーパージョッキーズシリーズには通算3回出場（2002年、2004年、2006年）。うち2004年の第18回と2006年の第20回で優勝（第18回は香港のダグラス・ホワイトと同点優勝）。優勝2回は、岡部幸雄、オリビエ・ペリエ、柴田善臣、横山典弘と並び最多記録である。

## 主な騎乗馬
- アマジックマン / A Magicman（1996年フォレ賞）
- タイガーヒル / Tiger Hill（1998年バーデン大賞、1999年バイエルンツフトレネン）
- シルヴァノ / Silvano（2001年クイーンエリザベス2世カップ、アーリントンミリオンステークス）
- パオリニ / Paolini（2001年イタリア共和国大統領賞、ミラノ大賞典）
- シロッコ / Shirocco（2004年ドイチェスダービー、ジョッキークラブ大賞）
- アマレット / Amarette（2004年ディアナ賞（独オークス））
- キーンランドスワン（2004年シルクロードステークス）